# Serie A 2011-12
Giải vô địch bóng đá Ý 2011–12 (Serie A 2011–12), hay còn được gọi là Serie A TIM vì lý do tài trợ, là mùa giải thứ 80 của Serie A kể từ khi giải đấu được thành lập, và là mùa giải thứ 2, Serie A được tổ chức bởi 1 hội đồng riêng biệt với Serie B. Giải được bắt đầu từ ngày 9 tháng 9 năm 2011 và kết thúc vào ngày 13 tháng 5 năm 2012. Ban đầu, giải theo kế hoạch sẽ khởi tranh từ ngày 27 tháng 8, nhưng sau đó phải hoãn lại do một cuộc đình công của cầu thủ. Lịch thi đấu được đưa ra vào ngày 27 tháng 7 năm 2011.
Đội vô địch Serie A 2011–12 đồng thời cũng là đội dẫn đầu giai đoạn lượt đi là câu lạc bộ Juventus, đây là danh hiệu scudetto thứ 28 của câu lạc bộ, và cũng là lần vô địch đầu tiên kể từ mùa giải 2002–03. Juventus đã trải qua một mùa giải bất bại và là câu lạc bộ đầu tiên tại Ý đạt được thành tích này kể từ khi giải đấu nâng lên 38 trận/mùa. Trước đó còn có 2 câu lạc bộ khác là: Perugia, bất bại mùa giải 1978–79 (30 trận/mùa) mặc dù chỉ đứng thứ 2 chung cuộc và Milan lập lại kì tích đó ở mùa giải 1991–92 (34 trận/mùa).
Kể từ khi Serie A bị tụt xuống vị trí thứ 4 trên Bảng xếp hạng hệ số của UEFA vào cuối mùa giải 2010–11, giải đấu chỉ còn lại 3 suất tham dự UEFA Champions League 2012–13.

## Câu lạc bộ tham dự
| Câu lạc bộ  | Thành phố | Sân vận động            | Sức chứa | mùa giải 2010-11              |
| ----------- | --------- | ----------------------- | -------- | ----------------------------- |
| Atalanta    | Bergamo   | Atleti Azzurri d'Italia | 24,642   | Vô địch Serie B               |
| Bologna     | Bologna   | Renato Dall'Ara         | 39,444   | 16 (Serie A)                  |
| Cagliari    | Cagliari  | Sant'Elia               | 23,486   | 14 (Serie A)                  |
| Catania     | Catania   | Angelo Massimino        | 23,420   | 13 (Serie A)                  |
| Cesena      | Cesena    | Dino Manuzzi            | 23,860   | 15 (Serie A)                  |
| Chievo      | Verona    | Marc'Antonio Bentegodi  | 39,211   | 11 (Serie A)                  |
| Fiorentina  | Firenze   | Artemio Franchi         | 47,282   | 9 (Serie A)                   |
| Genoa       | Genova    | Luigi Ferraris          | 36,685   | 10 (Serie A)                  |
| Inter Milan | Milan     | San Siro                | 80,074   | Á quân Serie A                |
| Juventus    | Torino    | Sân vận động Juventus   | 41,254   | 7 (Serie A)                   |
| Lazio       | Roma      | Olimpico                | 72,698   | 5 (Serie A)                   |
| Lecce       | Lecce     | Via del Mare            | 33,876   | 17 (Serie A)                  |
| Milan       | Milan     | San Siro                | 80,074   | Vô địch Serie A               |
| Napoli      | Naples    | San Paolo               | 60,240   | 3 (Serie A)                   |
| Novara      | Novara    | Silvio Piola            | 17,875   | Thắng trận play-off (Serie B) |
| Palermo     | Palermo   | Renzo Barbera           | 37,242   | 8 (Serie A)                   |
| Parma       | Parma     | Ennio Tardini           | 27,906   | 12 (Serie A)                  |
| Roma        | Roma      | Olimpico                | 72,698   | 6 (Serie A)                   |
| Siena       | Siena     | Artemio Franchi         | 15,373   | Á quân Serie B                |
| Udinese     | Udine     | Friuli                  | 41,652   | 4 (Serie A)                   |

## Nhân sự và tài trợ
| Câu lạc bộ | Chủ tịch              | Huấn luyện viên      | Đội trưởng           | Thiết kế áo đấu | Tài trợ áo đấu                             |
| ---------- | --------------------- | -------------------- | -------------------- | --------------- | ------------------------------------------ |
| Atalanta   | Antonio Percassi      | Stefano Colantuono   | Gianpaolo Bellini    | Errea           | AXA, Konica Minolta                        |
| Bologna    | Albano Guaraldi       | Stefano Pioli        | Marco Di Vaio        | Macron          | NGM, Serenissima Ceramica                  |
| Cagliari   | Massimo Cellino       | Davide Ballardini    | Daniele Conti        | Kappa           | Sardegna                                   |
| Catania    | Antonino Pulvirenti   | Vincenzo Montella    | Marco Biagianti      | Givova          | Energia Siciliana                          |
| Cesena     | Igor Campedelli       | Daniele Arrigoni     | Giuseppe Colucci     | Adidas          | Technogym                                  |
| Chievo     | Luca Campedelli       | Domenico Di Carlo    | Sergio Pellissier    | Givova          | Paluani, Midac Batteries                   |
| Fiorentina | Mario Cognigni        | Delio Rossi          | Alessandro Gamberini | Lotto           | Mazda, Save the Children                   |
| Genoa      | Enrico Preziosi       | Pasquale Marino      | Marco Rossi          | Asics           | iZiPlay                                    |
| Inter      | Massimo Moratti       | Claudio Ranieri      | Javier Zanetti       | Nike            | Pirelli                                    |
| Juventus   | Andrea Agnelli        | Antonio Conte        | Alessandro Del Piero | Nike            | BetClic, Balocco                           |
| Lazio      | Claudio Lotito        | Edoardo Reja         | Tommaso Rocchi       | Puma            |                                            |
| Lecce      | Isabella Liguori      | Serse Cosmi          | Guillermo Giacomazzi | Asics           | BancApulia                                 |
| Milan      | Silvio Berlusconi     | Massimiliano Allegri | Massimo Ambrosini    | Adidas          | Fly Emirates                               |
| Napoli     | Aurelio De Laurentiis | Walter Mazzarri      | Paolo Cannavaro      | Macron          | Lete, MSC                                  |
| Novara     | Massimo De Salvo      | Emiliano Mondonico   | Matteo Centurioni    | Joma            | Banca Popolare di Novara, Intesa           |
| Palermo    | Maurizio Zamparini    | Bortolo Mutti        | Fabrizio Miccoli     | Legea           | Eurobet                                    |
| Parma      | Tommaso Ghirardi      | Roberto Donadoni     | Stefano Morrone      | Erreà           | Navigare, Banca Monte Parma                |
| Roma       | Thomas R. DiBenedetto | Luis Enrique         | Francesco Totti      | Kappa           | WIND                                       |
| Siena      | Massimo Mezzaroma     | Giuseppe Sannino     | Simone Vergassola    | Kappa           | Monte dei Paschi di Siena - Banca dal 1472 |
| Udinese    | Franco Soldati        | Francesco Guidolin   | Antonio Di Natale    | Legea           | Dacia                                      |

## Thay đổi huấn luyện viên
Tại Ý, các huấn luyện viên chỉ được dẫn dắt một câu lạc bộ trong một mùa giải. Vì lý do trên, một "mùa giải" chỉ được tính là bắt đầu khi trận đấu đầu tiên khởi tranh, do đó Roberto Donadoni và Stefano Pioli, những người mất công việc tại Cagliari và Palermo vào ngày 12, 31 tháng 8 năm 2011 vẫn có thể đảm nhận chức huấn luyện viên tại Parma vào tháng 1 năm 2012 và Bologna vào tháng 10 năm 2011 bởi vì trận đấu đầu tiên được diễn ra vào ngày 9 tháng 9 năm 2011.
| Câu lạc bộ  | huấn luyện viên trước | Lý do                        | Ngày thôi việc      | huấn luyện viên sau  | Ngày bắt đầu        |
| ----------- | --------------------- | ---------------------------- | ------------------- | -------------------- | ------------------- |
| Lecce       | Luigi De Canio        | Hết hợp đồng                 | 19 tháng 5 năm 2011 | Eusebio Di Francesco | 27 tháng 6 năm 2011 |
| Cesena      | Massimo Ficcadenti    | Hết hợp đồng                 | 20 tháng 5 năm 2011 | Marco Giampaolo      | 4 tháng 6 năm 2011  |
| Bologna     | Alberto Malesani      | Hết hợp đồng                 | 26 tháng 5 năm 2011 | Pierpaolo Bisoli     | 26 tháng 5 năm 2011 |
| Chievo      | Stefano Pioli         | Hết hợp đồng                 | 26 tháng 5 năm 2011 | Domenico Di Carlo    | 9 tháng 6 năm 2011  |
| Juventus    | Luigi Delneri         | Bị sa thải                   | 31 tháng 5 năm 2011 | Antonio Conte        | 31 tháng 5 năm 2011 |
| Siena       | Antonio Conte         | Thỏa thuận 2 bên             | 31 tháng 5 năm 2011 | Giuseppe Sannino     | 06/06/2011          |
| Palermo     | Delio Rossi           | Thỏa thuận 2 bên             | 1 tháng 6 năm 2011  | Stefano Pioli        | 2 tháng 6 năm 2011  |
| Catania     | Diego Simeone         | Thỏa thuận 2 bên             | 1 tháng 6 năm 2011  | Vincenzo Montella    | 9 tháng 6 năm 2011  |
| Genoa       | Davide Ballardini     | Bị sa thải                   | 4 tháng 6 năm 2011  | Alberto Malesani     | 19 tháng 6 năm 2011 |
| Roma        | Vincenzo Montella     | Kết thúc giai đoạn tạm quyền | 9 tháng 6 năm 2011  | Luis Enrique         | 10 tháng 6 năm 2011 |
| Inter Milan | Leonardo              | Từ chức                      | 15 tháng 6 năm 2011 | Gian Piero Gasperini | 24 tháng 6 năm 2011 |
| Cagliari    | Roberto Donadoni      | Bị sa thải                   | 12 tháng 8 năm 2011 | Massimo Ficcadenti   | 16 tháng 8 năm 2011 |
| Palermo     | Stefano Pioli         | Bị sa thải                   | 31 tháng 8 năm 2011 | Devis Mangia         | 31 tháng 8 năm 2011 |

#### Trong mùa giải
| Câu lạc bộ  | huấn luyện viên trước | Lý do      | Ngày thôi việc       | Vị trí trên bảng xếp hạng | huấn luyện viên sau | Ngày bắt đầu         |
| ----------- | --------------------- | ---------- | -------------------- | ------------------------- | ------------------- | -------------------- |
| Inter Milan | Gian Piero Gasperini  | Bị sa thải | 21 tháng 9 năm 2011  | 18                        | Claudio Ranieri     | 21 tháng 9 năm 2011  |
| Bologna     | Pierpaolo Bisoli      | Bị sa thải | 4 tháng 10 năm 2011  | 20                        | Stefano Pioli       | 4 tháng 10 năm 2011  |
| Cesena      | Marco Giampaolo       | Bị sa thải | 30 tháng 10 năm 2011 | 20                        | Daniele Arrigoni    | 1 tháng 11 năm 2011  |
| Fiorentina  | Siniša Mihajlović     | Bị sa thải | 7 tháng 11 năm 2011  | 13                        | Delio Rossi         | 7 tháng 11 năm 2011  |
| Cagliari    | Massimo Ficcadenti    | Bị sa thải | 8 tháng 11 năm 2011  | 10                        | Davide Ballardini   | 9 tháng 11 năm 2011  |
| Lecce       | Eusebio Di Francesco  | Bị sa thải | 4 tháng 12 năm 2011  | 20                        | Serse Cosmi         | 4 tháng 12 năm 2011  |
| Palermo     | Devis Mangia          | Bị sa thải | 19 tháng 12 năm 2011 | 10                        | Bortolo Mutti       | 19 tháng 12 năm 2011 |
| Genoa       | Alberto Malesani      | Bị sa thải | 22 tháng 12 năm 2011 | 10                        | Pasquale Marino     | 22 tháng 12 năm 2011 |
| Parma       | Franco Colomba        | Bị sa thải | 9 tháng 1 năm 2012   | 15                        | Roberto Donadoni    | 9 tháng 1 năm 2012   |
| Novara      | Attilio Tesser        | Bị sa thải | 30 tháng 1 năm 2012  | 20                        | Emiliano Mondonico  | 30 tháng 1 năm 2012  |

## Bảng xếp hạng
| XH | Đội          | Tr | T  | H  | T  | BT | BB | HS  | Đ    | Lên hay xuống hạng                             | Thành tích đối đầu      |
| -- | ------------ | -- | -- | -- | -- | -- | -- | --- | ---- | ---------------------------------------------- | ----------------------- |
| 1  | Juventus (C) | 38 | 23 | 15 | 0  | 68 | 20 | +48 | 84   | Vòng bảng UEFA Champions League 2012-13        |                         |
| 2  | Milan        | 38 | 24 | 8  | 6  | 74 | 33 | +41 | 80   | Vòng bảng UEFA Champions League 2012-13        |                         |
| 3  | Udinese      | 38 | 18 | 10 | 10 | 52 | 35 | +17 | 64   | Vòng Play-off UEFA Champions League 2012-13    |                         |
| 4  | Lazio        | 38 | 18 | 8  | 12 | 56 | 47 | +9  | 62   | Vòng Play-off UEFA Europa League 2012–13       |                         |
| 5  | Napoli       | 38 | 16 | 13 | 9  | 66 | 46 | +20 | 61   | Vòng bảng UEFA Europa League 2012–13 2         |                         |
| 6  | Inter        | 38 | 17 | 7  | 14 | 58 | 55 | +3  | 58   | Vòng loại thứ ba UEFA Europa League 2012–13 2  |                         |
| 7  | Roma         | 38 | 16 | 8  | 14 | 60 | 54 | +6  | 56   |                                                | ROM 1–0 PAR PAR 0–1 ROM |
| 8  | Parma        | 38 | 15 | 11 | 12 | 54 | 53 | +1  | 56   |                                                | ROM 1–0 PAR PAR 0–1 ROM |
| 9  | Bologna      | 38 | 13 | 12 | 13 | 41 | 43 | −2  | 51   |                                                |                         |
| 10 | Chievo       | 38 | 12 | 13 | 13 | 35 | 45 | −10 | 49   |                                                |                         |
| 11 | Catania      | 38 | 11 | 15 | 12 | 47 | 52 | −5  | 48   |                                                |                         |
| 12 | Atalanta     | 38 | 13 | 13 | 12 | 41 | 43 | −2  | 0461 | ATA 2–0 FIO FIO 2–2 ATA                        |                         |
| 13 | Fiorentina   | 38 | 11 | 13 | 14 | 37 | 43 | −6  | 46   | ATA 2–0 FIO FIO 2–2 ATA                        |                         |
| 14 | Siena        | 38 | 11 | 11 | 16 | 45 | 45 | 0   | 44   |                                                |                         |
| 15 | Cagliari     | 38 | 10 | 13 | 15 | 37 | 46 | −9  | 43   | CAG 2–1 PAL PAL 3–2 CAG                        |                         |
| 16 | Palermo      | 38 | 11 | 10 | 17 | 52 | 62 | −10 | 43   | CAG 2–1 PAL PAL 3–2 CAG                        |                         |
| 17 | Genoa        | 38 | 11 | 9  | 18 | 50 | 69 | −19 | 42   |                                                |                         |
| 18 | Lecce (R)    | 38 | 8  | 12 | 18 | 40 | 56 | −16 | 361  | Xuống chơi tạiLega Pro Prima Divisione 2012–13 |                         |
| 19 | Novara (R)   | 38 | 7  | 11 | 20 | 35 | 65 | −30 | 32   | Xuống chơi tạiSerie B 2012–13                  |                         |
| 20 | Cesena (R)   | 38 | 4  | 10 | 24 | 24 | 60 | −36 | 22   | Xuống chơi tạiSerie B 2012–13                  |                         |

Cập nhật đến 13 tháng 5 năm 2012
Nguồn: Lega Serie A
Quy tắc xếp hạng: 1. Điểm; 2. Điểm thành tích đối đầu; 3. Hiệu số bàn thắng thành tích đối đầu; 4. Bàn thắng thành tích đối đầu; 5. Hiệu số bàn thắng; 6. Số bàn thắng.
1Atalanta bị trừ 6 điểm do có dính lứu tới Vụ bê bối bóng đá Ý 2011.
2Napoli giành quyền tham dự vòng bảng Europa League với tư cách đội vô địch Coppa Italia 2011–12. Với việc Napoli kết thúc ở vị trí thứ 5, đội đứng thứ 6 cũng được tham dự Europa League.
(VĐ) = Vô địch; (XH) = Xuống hạng; (LH) = Lên hạng; (O) = Thắng trận Play-off; (A) = Lọt vào vòng sau. 
Chỉ được áp dụng khi mùa giải chưa kết thúc: 
(Q) = Lọt vào vòng đấu cụ thể của giải đấu đã nêu; (TQ) = Giành vé dự giải đấu, nhưng chưa tới vòng đấu đã nêu.
1.^  Lecce sau khi rớt hạng xuống Serie B lại tiếp tục bị tòa án tư pháp liên bang đánh tụt hạng xuống Lega Pro Prima Divisione do sự tham gia của câu lạc bộ vào vụ scandal Scommessopoli.

### Vị trí các đội sau mỗi vòng đấu
| Đội \ Vòng đấu | 1  | 2  | 3  | 4  | 5  | 6  | 7  | 8  | 9  | 10 | 11 | 12 | 13 | 14 | 15 | 16 | 17 | 18 | 19 | 20 | 21 | 22 | 23 | 24 | 25 | 26 | 27 | 28 | 29 | 30 | 31 | 32 | 33 | 34 | 35 | 36 | 37 | 38 |
| -------------- | -- | -- | -- | -- | -- | -- | -- | -- | -- | -- | -- | -- | -- | -- | -- | -- | -- | -- | -- | -- | -- | -- | -- | -- | -- | -- | -- | -- | -- | -- | -- | -- | -- | -- | -- | -- | -- | -- |
| Juventus       | 1  | 2  | 5  | 1  | 1  | 1  | 3  | 1  | 1  | 1  | 1  | 1  | 1  | 1  | 1  | 2  | 2  | 1  | 1  | 1  | 1  | 1  | 2  | 2  | 2  | 2  | 2  | 2  | 2  | 2  | 1  | 1  | 1  | 1  | 1  | 1  | 1  | 1  |
| Milan          | 10 | 17 | 16 | 12 | 15 | 13 | 7  | 5  | 4  | 4  | 3  | 2  | 2  | 3  | 2  | 1  | 1  | 2  | 2  | 2  | 2  | 2  | 1  | 1  | 1  | 1  | 1  | 1  | 1  | 1  | 2  | 2  | 2  | 2  | 2  | 2  | 2  | 2  |
| Udinese        | 4  | 3  | 3  | 2  | 2  | 2  | 1  | 2  | 2  | 2  | 4  | 3  | 3  | 2  | 3  | 3  | 3  | 3  | 3  | 3  | 3  | 3  | 4  | 3  | 3  | 4  | 5  | 5  | 5  | 5  | 4  | 4  | 4  | 6  | 4  | 4  | 3  | 3  |
| Lazio          | 9  | 11 | 9  | 10 | 7  | 4  | 2  | 3  | 3  | 3  | 2  | 4  | 4  | 4  | 4  | 4  | 4  | 4  | 5  | 4  | 4  | 4  | 3  | 4  | 4  | 3  | 3  | 3  | 3  | 3  | 3  | 3  | 3  | 3  | 6  | 5  | 4  | 4  |
| Napoli         | 2  | 1  | 4  | 4  | 3  | 5  | 5  | 4  | 5  | 6  | 7  | 6  | 5  | 5  | 6  | 6  | 6  | 6  | 7  | 7  | 7  | 7  | 7  | 6  | 5  | 5  | 4  | 4  | 4  | 4  | 5  | 6  | 5  | 4  | 3  | 3  | 5  | 5  |
| Inter          | 14 | 11 | 18 | 16 | 17 | 17 | 16 | 16 | 17 | 17 | 16 | 15 | 16 | 7  | 5  | 5  | 5  | 5  | 4  | 5  | 5  | 5  | 5  | 7  | 7  | 7  | 8  | 8  | 8  | 7  | 7  | 7  | 7  | 5  | 5  | 6  | 6  | 6  |
| Roma           | 15 | 15 | 14 | 11 | 6  | 12 | 6  | 9  | 13 | 7  | 5  | 7  | 8  | 10 | 7  | 7  | 7  | 7  | 6  | 6  | 6  | 6  | 6  | 5  | 6  | 6  | 6  | 6  | 6  | 6  | 6  | 5  | 6  | 7  | 7  | 7  | 7  | 7  |
| Parma          | 19 | 10 | 13 | 18 | 12 | 9  | 14 | 15 | 12 | 15 | 10 | 10 | 11 | 12 | 13 | 13 | 15 | 11 | 12 | 11 | 13 | 12 | 12 | 16 | 14 | 16 | 16 | 17 | 17 | 15 | 16 | 15 | 13 | 9  | 9  | 8  | 8  | 8  |
| Bologna        | 17 | 19 | 19 | 19 | 20 | 18 | 18 | 17 | 14 | 16 | 17 | 17 | 17 | 16 | 16 | 17 | 17 | 16 | 16 | 16 | 16 | 16 | 17 | 15 | 16 | 13 | 9  | 9  | 10 | 13 | 14 | 12 | 12 | 13 | 11 | 9  | 9  | 9  |
| Chievo         | 7  | 11 | 10 | 6  | 8  | 7  | 13 | 14 | 16 | 14 | 9  | 11 | 12 | 15 | 11 | 12 | 14 | 9  | 9  | 12 | 10 | 13 | 15 | 11 | 10 | 10 | 11 | 11 | 11 | 9  | 9  | 9  | 9  | 12 | 12 | 12 | 12 | 10 |
| Catania        | 12 | 6  | 11 | 13 | 11 | 8  | 9  | 10 | 6  | 8  | 12 | 8  | 9  | 11 | 9  | 8  | 8  | 10 | 14 | 15 | 15 | 14 | 14 | 10 | 9  | 8  | 7  | 7  | 7  | 8  | 8  | 8  | 8  | 8  | 8  | 10 | 10 | 11 |
| Atalanta       | 20 | 20 | 17 | 14 | 16 | 15 | 15 | 12 | 15 | 12 | 13 | 13 | 13 | 13 | 14 | 11 | 13 | 15 | 15 | 13 | 14 | 15 | 13 | 13 | 11 | 11 | 12 | 12 | 9  | 11 | 13 | 11 | 14 | 11 | 10 | 11 | 11 | 12 |
| Fiorentina     | 3  | 8  | 5  | 5  | 9  | 10 | 10 | 13 | 10 | 13 | 14 | 16 | 10 | 14 | 15 | 14 | 9  | 12 | 13 | 10 | 11 | 10 | 11 | 14 | 15 | 12 | 14 | 15 | 15 | 17 | 15 | 16 | 15 | 16 | 16 | 16 | 13 | 13 |
| Siena          | 13 | 16 | 15 | 9  | 14 | 14 | 11 | 11 | 7  | 9  | 11 | 12 | 15 | 17 | 17 | 16 | 16 | 17 | 17 | 17 | 17 | 17 | 16 | 17 | 17 | 17 | 15 | 16 | 16 | 14 | 10 | 13 | 10 | 10 | 13 | 13 | 14 | 14 |
| Cagliari       | 6  | 4  | 7  | 8  | 5  | 3  | 4  | 6  | 8  | 10 | 15 | 14 | 7  | 9  | 12 | 15 | 10 | 13 | 11 | 14 | 12 | 11 | 9  | 9  | 12 | 15 | 17 | 14 | 13 | 12 | 12 | 14 | 16 | 15 | 15 | 15 | 16 | 15 |
| Palermo        | 5  | 7  | 6  | 7  | 4  | 6  | 8  | 7  | 9  | 5  | 6  | 5  | 6  | 6  | 10 | 9  | 11 | 14 | 8  | 8  | 8  | 8  | 8  | 8  | 8  | 9  | 10 | 10 | 12 | 10 | 11 | 10 | 11 | 14 | 14 | 14 | 15 | 16 |
| Genoa          | 8  | 5  | 1  | 3  | 10 | 11 | 12 | 8  | 11 | 11 | 8  | 9  | 14 | 8  | 8  | 10 | 12 | 8  | 10 | 9  | 9  | 9  | 10 | 12 | 13 | 14 | 13 | 13 | 14 | 16 | 17 | 17 | 17 | 17 | 17 | 17 | 17 | 17 |
| Lecce          | 18 | 8  | 12 | 17 | 18 | 19 | 19 | 19 | 19 | 18 | 18 | 20 | 20 | 20 | 20 | 20 | 20 | 19 | 18 | 18 | 18 | 18 | 18 | 18 | 18 | 18 | 18 | 18 | 18 | 18 | 18 | 18 | 18 | 18 | 18 | 18 | 18 | 18 |
| Novara         | 11 | 11 | 8  | 15 | 13 | 16 | 17 | 18 | 18 | 19 | 19 | 18 | 18 | 19 | 19 | 18 | 18 | 20 | 20 | 20 | 20 | 20 | 20 | 19 | 19 | 20 | 19 | 19 | 19 | 19 | 19 | 19 | 19 | 19 | 19 | 19 | 19 | 19 |
| Cesena         | 16 | 18 | 20 | 20 | 19 | 20 | 20 | 20 | 20 | 20 | 20 | 19 | 19 | 18 | 18 | 19 | 19 | 18 | 19 | 19 | 19 | 19 | 19 | 20 | 20 | 19 | 20 | 20 | 20 | 20 | 20 | 20 | 20 | 20 | 20 | 20 | 20 | 20 |

Cập nhật lần cuối: ngày 5 tháng 5 năm 2012
Nguồn: La Gazzetta dello Sport kicker.de

## kết quả thi đấu
| S.nhà ╲ S.khách | ATA | BOL | CAG | CTN | CES | CHV | FIO | GEN | INT | JUV | LAZ | LCE | MIL | NAP | NOV | PAL | PAR | ROM | SIE | UDI |
| Atalanta        |     | 2–0 | 1–0 | 1–1 | 4–1 | 1–0 | 2–0 | 1–0 | 1–1 | 0–2 | 0–2 | 0–0 | 0–2 | 1–1 | 2–1 | 1–0 | 1–1 | 4–1 | 1–2 | 0–0 |
| Bologna         | 3–1 |     | 1–0 | 2–0 | 0–1 | 2–2 | 2–0 | 3–2 | 1–3 | 1–1 | 0–2 | 0–2 | 2–2 | 2–0 | 1–0 | 1–3 | 0–0 | 0–2 | 1–0 | 1–3 |
| Cagliari        | 2–0 | 1–1 |     | 3–0 | 3–0 | 0–0 | 0–0 | 3–0 | 2–2 | 0–2 | 0–3 | 1–2 | 0–2 | 0–0 | 2–1 | 2–1 | 0–0 | 4–2 | 0–0 | 0–0 |
| Catania         | 2–0 | 0–1 | 0–1 |     | 1–0 | 1–2 | 1–0 | 4–0 | 2–1 | 1–1 | 1–0 | 1–2 | 1–1 | 2–1 | 3–1 | 2–0 | 1–1 | 1–1 | 0–0 | 0–2 |
| Cesena          | 0–1 | 0–0 | 1–1 | 0–0 |     | 0–0 | 0–0 | 2–0 | 0–1 | 0–1 | 1–2 | 0–1 | 1–3 | 1–3 | 3–1 | 2–2 | 2–2 | 2–3 | 0–2 | 0–1 |
| Chievo          | 0–0 | 0–1 | 2–0 | 3–2 | 1–0 |     | 1–0 | 2–1 | 0–2 | 0–0 | 0–3 | 1–0 | 0–1 | 1–0 | 2–2 | 1–0 | 1–2 | 0–0 | 1–1 | 0–0 |
| Fiorentina      | 2–2 | 2–0 | 0–0 | 2–2 | 2–0 | 1–2 |     | 1–0 | 0–0 | 0–5 | 1–2 | 0–1 | 0–0 | 0–3 | 2–2 | 0–0 | 3–0 | 3–0 | 2–1 | 3–2 |
| Genoa           | 2–2 | 2–1 | 2–1 | 3–0 | 1–1 | 0–1 | 2–2 |     | 0–1 | 0–0 | 3–2 | 0–0 | 0–2 | 3–2 | 1–0 | 2–0 | 2–2 | 2–1 | 1–4 | 3–2 |
| Inter           | 0–0 | 0–3 | 2–1 | 2–2 | 2–1 | 1–0 | 2–0 | 5–4 |     | 1–2 | 2–1 | 4–1 | 4–2 | 0–3 | 0–1 | 4–4 | 5–0 | 0–0 | 2–1 | 0–1 |
| Juventus        | 3–1 | 1–1 | 1–1 | 3–1 | 2–0 | 1–1 | 2–1 | 2–2 | 2–0 |     | 2–1 | 1–1 | 2–0 | 3–0 | 2–0 | 3–0 | 4–1 | 4–0 | 0–0 | 2–1 |
| Lazio           | 2–0 | 1–3 | 1–0 | 1–1 | 3–2 | 0–0 | 1–0 | 1–2 | 3–1 | 0–1 |     | 1–1 | 2–0 | 3–1 | 3–0 | 0–0 | 1–0 | 2–1 | 1–1 | 2–2 |
| Lecce           | 1–2 | 0–0 | 0–2 | 0–1 | 0–0 | 2–2 | 0–1 | 2–2 | 1–0 | 0–1 | 2–3 |     | 3–4 | 0–2 | 1–1 | 1–1 | 1–2 | 4–2 | 4–1 | 0–2 |
| Milan           | 2–0 | 1–1 | 3–0 | 4–0 | 1–0 | 4–0 | 1–2 | 1–0 | 0–1 | 1–1 | 2–2 | 2–0 |     | 0–0 | 2–1 | 3–0 | 4–1 | 2–1 | 2–0 | 1–1 |
| Napoli          | 1–3 | 1–1 | 6–3 | 2–2 | 0–0 | 2–0 | 0–0 | 6–1 | 1–0 | 3–3 | 0–0 | 4–2 | 3–1 |     | 2–0 | 2–0 | 1–2 | 1–3 | 2–1 | 2–0 |
| Novara          | 0–0 | 0–2 | 0–0 | 3–3 | 3–0 | 1–2 | 0–3 | 1–1 | 3–1 | 0–4 | 2–1 | 0–0 | 0–3 | 1–1 |     | 2–2 | 2–1 | 0–2 | 1–1 | 1–0 |
| Palermo         | 2–1 | 3–1 | 3–2 | 1–1 | 0–1 | 4–4 | 2–0 | 5–3 | 4–3 | 0–2 | 5–1 | 2–0 | 0–4 | 1–3 | 2–0 |     | 1–2 | 0–1 | 2–0 | 1–1 |
| Parma           | 1–2 | 1–0 | 3–0 | 3–3 | 2–0 | 2–1 | 2–2 | 3–1 | 3–1 | 0–0 | 3–1 | 3–3 | 0–2 | 1–2 | 2–0 | 0–0 |     | 0–1 | 3–1 | 2–0 |
| Roma            | 3–1 | 1–1 | 1–2 | 2–2 | 5–1 | 2–0 | 1–2 | 1–0 | 4–0 | 1–1 | 1–2 | 2–1 | 2–3 | 2–2 | 5–2 | 1–0 | 1–0 |     | 1–1 | 3–1 |
| Siena           | 2–2 | 1–1 | 3–0 | 0–1 | 2–0 | 4–1 | 0–0 | 0–2 | 0–1 | 0–1 | 4–0 | 3–0 | 1–4 | 1–1 | 0–2 | 4–1 | 0–2 | 1–0 |     | 1–0 |
| Udinese         | 0–0 | 2–0 | 0–0 | 2–1 | 4–1 | 2–1 | 2–0 | 2–0 | 1–3 | 0–0 | 2–0 | 2–1 | 1–2 | 2–2 | 3–0 | 1–0 | 3–1 | 2–0 | 2–1 |     |

Cập nhật lần cuối: ngày 13 tháng 5 năm 2012.
Nguồn: Lega Serie A
1 ^ Đội chủ nhà được liệt kê ở cột bên tay trái.
Màu sắc: Xanh = Chủ nhà thắng; Vàng = Hòa; Đỏ = Đội khách thắng.
a nghĩa là có bài viết về trận đấu đó.

## Số liệu thống kê
|    | Cầu thủ            | Câu lạc bộ  | Bàn thắng |
| -- | ------------------ | ----------- | --------- |
| 1  | Zlatan Ibrahimovic | Milan       | 28        |
| 2  | Diego Milito       | Inter Milan | 24        |
| 3  | Edinson Cavani     | Napoli      | 23        |
| 3  | Antonio Di Natale  | Udinese     | 23        |
| 5  | Rodrigo Palacio    | Genoa       | 19        |
| 6  | Germán Denis       | Atalanta    | 16        |
| 6  | Fabrizio Miccoli   | Palermo     | 16        |
| 8  | Sebastian Giovinco | Parma       | 15        |
| 9  | Stevan Jovetić     | Fiorentina  | 14        |
| 10 | Miroslav Klose     | Lazio       | 13        |

|   | Cầu thủ            | Câu lạc bộ | Kiến tạo |
| - | ------------------ | ---------- | -------- |
| 1 | Andrea Pirlo       | Juventus   | 13       |
| 2 | Fabrizio Miccoli   | Palermo    | 12       |
| 3 | Sebastian Giovinco | Parma      | 11       |
| 4 | Pablo Armero       | Udinese    | 10       |
| 4 | Antonio Cassano    | Milan      | 10       |
| 6 | Marek Hamšík       | Napoli     | 8        |
| 6 | Mirko Vučinić      | Juventus   | 8        |
| 6 | Robinho            | Milan      | 8        |
| 7 | Antonio Di Natale  | Udinese    | 7        |
| 7 | Juan Manuel Vargas | Fiorentina | 7        |
| 7 | Miralem Pjanić     | Roma       | 7        |
| 7 | Sergio Pellissier  | Chievo     | 7        |